# Dobló

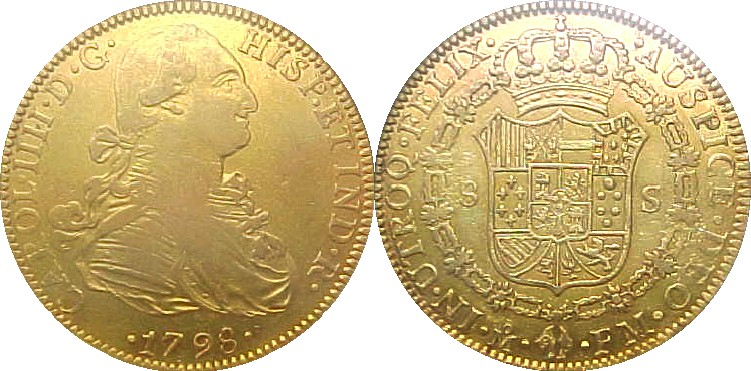
Dobló d'or de 8 escuts, encunyat a Mèxic l'any 1798.

El dobló (també denominat excel·lent major) va ser una moneda d'or espanyola que equivalia a dos escuts o 32 rals i pesava 6,77 grams (0,218 unces troi). Originalment el "dobló" va ser anomenat així perquè representava un valor igual al de dos excel·lents menors d'or, la moneda introduïda a Espanya des de 1497 pels Reis Catòlics, però posteriorment el nom de dobló es va assignar a pràcticament totes les monedes d'or encunyades a l'imperi espanyol que tinguessin un valor igual o superior a dos escuts. Així, van existir el dobló de quatre (igual a quatre escuts, que pesava 13,5 grams), o el dobló de vuit (equivalent a vuit escuts, amb un pes de 27 grams).
Els doblons eren encunyats a Espanya, Mèxic, Perú i Nova Granada. El terme «dobló» es va utilitzar per primera vegada per denominar l'excel·lent d'or menor, possiblement atès que valia dos ducats o el doble retrat dels Reis Catòlics Fernando i Isabel.
A Espanya, els doblons van ser monedes de curs legal fins a mitjans del segle XIX. El 1859, Isabel II va reemplaçar els escuts pels rals, com base del dobló; a més a més, va substituir el dobló de 6,77 g per un altre de nou i més pesat que equivalia a 100 rals i pesava 8,3771 g (0,268 unces troi). Els últims doblons espanyols (que indicaven la denominació de 80 reals) van ser encunyats el 1849. Les colònies espanyoles de Mèxic, Perú i Nova Granada van continuar encunyant doblons després d'independitzar-se.
Les colònies portugueses també han encunyat doblons anomenats dobrão (amb el mateix significat).
A Europa, el dobló es va convertir en el model de moltes altres monedes d'or, entre les quals s'inclouen el Louis d'or francès, la doppia italiana, el duplone suís, el pistole del nord d'Alemanya i el Friedrich d'or prussià.
A Nova Orleans i Mobile, Alabama, les comparses del carnestoltes de Mardi Gras llancen doblons a la gent (generalment fets d'alumini), almenys des de 1960.